# Tatsuo Nishida
Pour les articles homonymes, voir Nishida.
Tatsuo Nishida (西田 龍雄, Nishida Tatsuo), né le 26 novembre 1928, et mort le 26 septembre 2012, est un linguiste japonais, professeur émérite à l'université de Kyoto. Son travail englobe des recherches sur une variété de langues tibéto-birmanes. Il a notamment travaillé sur le tangoute.
Nishida est né à Osaka en 1928. En 1951, il est diplômé de la Faculté des Lettres de l'université de Kyoto. En 1958, il devient professeur assistant à l'université de Kyoto. En 1958, il reçoit le Prix de l'Académie du Japon. En 1962, il a reçu son D. Litt pour son étude sur les lettres tangoutes. En 1992, il prend sa retraite comme professeur. En 1994, il reçoit le prix Asahi, et en 2005 le Prix de la culture de Kyoto pour sa carrière.

## Œuvres
- 1955-1958.　西夏大字刻文　Seika daiji kokubunn　[The large Tangut inscription]. 居庸關 Kyoyōkan. 村田治郎　Murata Jiroo, ed.　14-44.
- 1957 西夏語音再構成の方法 Seikago onsaikōsei hōhō [Méthodes pour la reconstruction phonétique de la langue Tangout.] 言語研究 Gengo Kenkyū 31: Pages? [The large Tangut inscription]. 居庸關 Kyoyōkan. 村田治郎 Murata Jirō, ed. Kyoto. 14-4
- 1958 天理図書館所蔵西夏語文書について Tenri Toshokan shozō Seikago monjo ni tsuite On the collection of Tangut documents at the Tenri Library ビブリア Biblia 11: 13-20.
- 1958 (= 昭和 Shōwa 33) 西夏語の数詞について-その再構成と比較言語学的考察 Seikago no sushi nitsuite - Sono saikōsi to hikaku gengogakuteki kōsatsu. 石濱先生古稀記念東洋學論叢 Ishihama Sensei koki kinen Tōyō-gaku ronsō.Osaka: 石濱先生古稀記念會 Ishihama Sensei Koki Kinenkai. 83-131.
- 1960. Hsifan numerals from the Hsi-fan-kuan i-yu, text of the Asiatic Society, Paris (The numerals of the Hsi-hsia language, their reconstruction and comparative study). Memoirs of the Research Department of the Toyo Bunko 19:146.
- 1964-66. *西夏語の研究 ― 西夏語の再構成と西夏文字の解読 Seikago no kengyu (Tangut studies). Tokyo: 座右宝刊行会 Zauho Kankokai. [2 volumes]
- 1966. 生きている象形文字 モソ族の文化　中公新書
- 1967. 西夏文字 : その解読のプロセス Seikamonji: sono kaidoku no purosesu [L'ecriture Tangout: le processus de son déchiffrement]. Tokyo: 紀伊国屋書店 Kinokuniya Shoten.
- 1970 西番館訳語の研究 チベット言語学序説 松香堂
- 1972 緬甸館訳語の研究 ビルマ言語学序説　松香堂
- 1973 多続訳語の研究 新言語トス語の構造と系統　松香堂
- 1975-1976 西夏文華嚴經 Seikabun Kegongyō (The Hsi-Hsia Avataṁsaka sūtra). Kyoto: 京都大學文學部 Kyōto Daigaku Bungakubu.
- 1976. Hsihsia, Tosu and Lolo-Burmese languages. Onsei Kagaku Kenkyū (Studia Phonologica) 10: 1-15.
- 1979. (Matisoff, James A. trans.) The structure of the Hsi-hsia (Tangut) characters. (MSI 8). Tokyo: Institute of Languages and Cultures of Asia and Africa.
- 1981 西夏語韻図『五音切韻』の研究(上) A Study of the Hsihsia rhyme tables ‘Wu yin qie yun’ (五音切韻). 京都大學文學部研究紀要 Memoirs of the Department of Literature, Kyoto University 20: 147-
- 1982 アジアの未解読文字 その解読のはなし 大修館書店 1982　「アジア古代文字の解読」中公文庫
- 1984 漢字文明圏の思考地図 東アジア諸国は漢字をいかに採り入れ、変容させたか PHP研究所
- 1986. “Seikago Yueyuele shi no kenkyū”西夏語”月月樂詩”の研究.
- 1987. A study of the structure of Hsi-Hsia verb phrases. Memoirs of the Research Department of the Toyo Bunko 45:1-24.
- 1989. 西夏文字の話 : シルクロードの謎 Seika moji no hanashi: Shiruku rōdo no nazo. Tokyo: 大修館書店Taishūkan Shoten.
- 1997 西夏王国の言語と文化 Seika Ōkoku no gengo to bunka [Language and Culture of the Tangut kingdom]. Tokyo: 岩波書店 Iwanami Shoten
- 2000 東アジア諸言語の研究〈１〉京都大学学術出版会
- 2001 生きている象形文字 五月書房
- 2007 西夏語研究と法華経 1-4 東洋哲学研究所